# (21661) Olgagermani
(21661) Olgagermani (1999 RA) – planetoida z pasa głównego asteroid okrążająca Słońce w ciągu 3,63 lat w średniej odległości 2,36 j.a. Odkryta 1 września 1999 roku.